# Steve Novak
Steven Michael Novak (ur. 13 czerwca 1983 w Libertyville) – amerykański koszykarz, występujący na pozycji skrzydłowego, specjalista od rzutów za 3 punkty.
18 lutego 2016 w ramach wymiany między klubami przeszedł z Oklahoma City Thunder do Denver Nuggets, jednak już dzień później został przez nich zwolniony. 22 lutego 2016 roku został zawodnikiem Milwaukee Bucks. 2 lutego 2017 został zwolniony przez klub.

## Osiągnięcia
NCAA
- Najlepszy rezerwowy sezonu konferencji USA (2003)[5]
- Wybrany do I składu:
  - konferencji Big East(2006)[5]
  - debiutantów C-USA (2003)[5]
  - składu NIT All-Star Team (2004)[5]
- Zwycięzca konkursu rzutów za 3 punkty NCAA - Great Alaska Shootout MVP (2006)[5]

NBA
- Lider NBA w skuteczności rzutów za 3 punkty (2012)[6]